# ダリル・マクダニエルズ
ダリル・マシューズ・マクダニエルズ（Darryl Matthews McDaniels、1964年5月31日 - ）は、アメリカ合衆国ニューヨーク州ニューヨーク市クイーンズ区出身のラッパー。D.M.C.（ディー・エム・シー）として知られ、Run-D.M.C.のメンバーである。

## 来歴
1964年5月31日、ニューヨーク州ニューヨーク市ハーレムで誕生。その後はクイーンズ区のホリスで育つ。ライス高校卒業後、ニューヨークのセント・ジョンズ大学に進学する。
1982年に高校の友人であるジョゼフ・シモンズ（Joseph Simmons）、ジェイソン・ミゼル（Jason Mizell）とヒップホップ・グループ、Run-D.M.C.を結成。2002年にジャム・マスター・ジェイ(ジェイソン)が射殺され、グループは活動休止となる。
2005年、1986年から結んでいたアディダスとの契約を解消し、ルコックスポルティフと契約した。
2006年3月14日にソロアルバム『Checks Thugs and Rock n Roll』をリリース。Rev Runも収録曲「Come 2gether」に参加している。
2009年にRun-D.M.C.がロックの殿堂入りを果たしたが、2013年にはRun-D.M.C.の再結成に関して「絶対にない」と話している。

## ディスコグラフィ
スタジオ・アルバム
- Checks Thugs and Rock n Roll (2006年3月14日、RomenMpire)